# Agapostemon swainsonae
Agapostemon swainsonae är en biart som beskrevs av Cockerell 1910. Agapostemon swainsonae ingår i släktet Agapostemon och familjen vägbin. Inga underarter finns listade i Catalogue of Life.